# تترا-ان-بوتیل‌آمونیوم فلوئورید
تترا-ان-بوتیل‌آمونیوم فلوئورید (به انگلیسی: Tetra-n-butylammonium fluoride) با فرمول شیمیایی (C۴H۹)۴NF یک ترکیب شیمیایی با شناسه پاب‌کم ۲۷۲۴۱۴۱ است. که جرم مولی آن 261.46 g/mol می‌باشد. 
این ترکیب تمایل زیادی به جذب هالوژن ها به خصوص هالوژن های سبک دارد و در صورت موجود بودن یونهای آزاد به سرعت با آنها واکنش میدهد. 